# Anarchisme à Cuba
L'anarchisme à Cuba en tant que mouvement social a tenu une place importante dans la classe ouvrière lors des XIXe et XXe siècles. Le mouvement se renforce après l'abolition de l'esclavage en 1886, jusqu'à sa répression d'abord en 1925 par le président Gerardo Machado et ensuite par le gouvernement marxiste de Fidel Castro après la révolution cubaine à la fin des années 1950. L'anarchisme cubain a principalement pris la forme d'anarcho-communisme et, plus tard, d'anarcho-syndicalisme. L'anarchisme a plus d'influence que le marxisme dans le mouvement ouvrier latino-américain et par extension le mouvement ouvrier cubain lui-même d'avant la révolution. Par la suite, le mouvement anarchiste, victime de la répression, subit les conséquences de l’exil de nombreux militants cubains, notamment vers les États-Unis où apparaissent de nombreux groupes anarchistes cubains.

## Ère coloniale
Au milieu du XIXe siècle, la société cubaine est fortement stratifiée, composée de la classe dirigeante espagnole, des fabricants de tabac, de sucre et des propriétaires de plantation de café, d'une classe ouvrière des plantations noire et espagnole et d'une classe s'approchant du lumpenprolétariat composée d'esclaves noirs. Les strates supérieures de la société sont profondément divisées entre les Créoles et les Espagnols qui profitent du régime colonial. Cuba appartient à l'Espagne et la société est divisée entre partisans de l'indépendance, de l'intégration dans les États-Unis ou dans l'Espagne. Les racines d'anarchisme apparaissent avec une société mutualiste proudhonienne,. Après une exposition aux idées de Pierre-Joseph Proudhon par José de Jésus Márquez, Saturnino Martínez (un immigré asturien à Cuba) fonde La Aurora en 1865. Adressé aux ouvriers du tabac, il contient une première évocation des sociétés coopératives à Cuba. Durant la guerre de dix ans, première tentative de Cuba pour obtenir l'indépendance, les insurgés contre l'Espagne comptent parmi eux des expatriés de la Commune de Paris et des anarchistes sous l'influence de Proudhon, notamment Salvador Cisneros Betancourt et Vicente García.

### Prémisse du mouvement

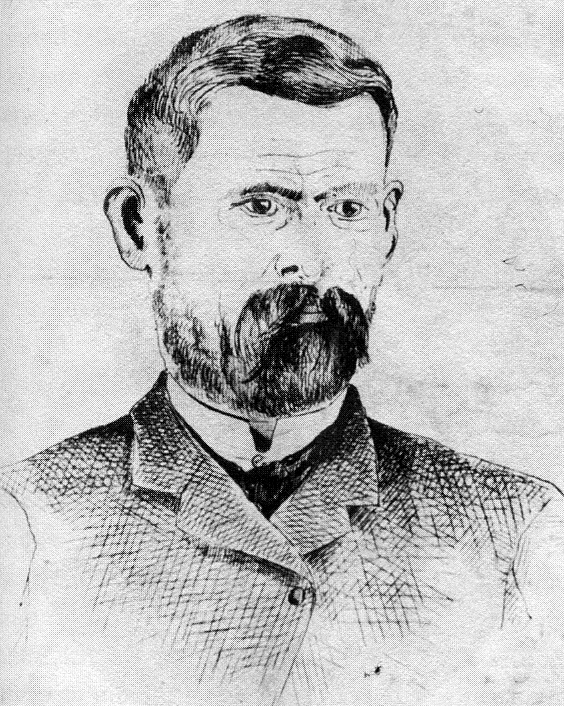
Enrique Roig San Martín.

Avant les années 1880, la première manifestation explicite d'influence anarchiste se produit grâce aux liens entre Cuba et des anarchistes espagnols de Barcelone notamment José C. Campos qui importe des brochures anarchistes et des journaux. En même temps, beaucoup d'anarchistes espagnols émigrent à Cuba afin de favoriser l'émergence du mouvement anarchiste et rendent habituel pour les ouvriers de lire de la littérature anarchiste à haute voix dans les usines de tabac, participant ainsi à la diffusion d'idées anarchistes parmi la classe ouvrière. Pendant les années 1880 et au début des années 1890, des anarchistes cubains favorisent une méthode anarcho-collectiviste d'organisation à l'action semblable à la Federación de Trabajadores de la Región Española (en espagnol : Fédération des travailleurs de la région espagnole), suivant l'idée du « à chacun selon sa contribution », par opposition au « à chacun selon ses besoins » la ligne des anarcho-communistes.

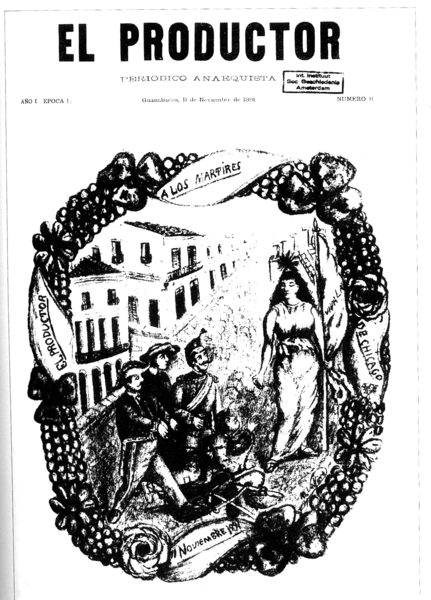
Affiche de El productor en soutien aux anarchistes de Haymarket, pour laquelle il reçut une amende.

Enrique Roig San Martín fonde le Centro de Instrucción y Recreo de Santiago de Las Vegas (en espagnol : Centre d'instruction et de divertissement de Santiago de Las Vegas) en 1882, afin de préconiser l'organisation des travailleurs et distribuer la littérature anarchiste en Espagne. Le Centre accepte tous les Cubains, « indépendamment de leur statut social, leur tendance politique et les différences de couleur. ». La même année, la Junte Centrale d'Artesanos (en espagnol : Groupe Central d'Artisans) est fondée d'après la déclaration de Roig San Martín « aucune organisation de la classe ouvrière ne devrait être liée au capital ». Roig San Martín écrit pour El Boletín del Gremio de Obreros (en espagnol : Le bulletin de coopération ouvrière) et pour le premier périodique explicitement anarchiste à Cuba, El Obrero (en espagnol : L'ouvrier), fondé en 1883 par des démocrates républicains, mais qui s'est rapidement métamorphosé en journal anarchiste quand Roig San Martín le reprend comme rédacteur. Il crée ensuite El Productor (en espagnol : Le producteur (celui qui fabrique) en 1887. De plus, El Productor publie des auteurs de Santiago de Las Vegas et Guanabacoa à cuba et de Tampa et Key West en Floride ainsi que des articles traduits de la revue française Le Révolté et de Barcelone La Acracia(en espagnol : L'acratie).
Fondé en 1885, le Círculo de Trabajadores (en espagnol : Cercle des travailleurs), se consacre à des activités éducatives et culturelles, accueillant une école laïque pour 500 étudiants pauvres et organisant des réunions de travailleurs. L'année suivante, les gérants du cercle forment un comité d'aide pour lever des fonds pour les procès des huit anarchistes de Haymarket. En un mois et demi, le comité réunit approximativement 1 500 dollars pour la cause. De plus, quelques jours avant les exécutions des anarchistes, le cercle organise une manifestation de 2 000 personnes à La Havane pour protester contre cette décision. Le cercle et El Productor sont tous les deux condamnés à une amende - le journal pour un éditorial écrit par Roig San Martín et le cercle pour avoir exposé une peinture de l'exécution. Le gouvernement colonial a aussi interdit les manifestations tenues à chaque anniversaire de l’exécution.

### Renforcement de l'organisation et action
La première organisation explicitement anarchiste, l'Alianza Obrera (en espagnol : Alliance des Ouvriers), est fondée en 1887. Cette organisation participe avec la Federación de Trabajadores de la Región Española et El Productor au premier congrès des travailleurs cubains, qui a lieu le 1er octobre 1887. Le congrès est surtout composé de travailleurs mais pas exclusivement. Il propose de ratifier six motions : l'opposition à toutes les formes d'autorité, l'unité parmi les organisations des travailleurs par un pacte fédératif, confirme la liberté d'action des groupes, la coopération mutuelle, la solidarité parmi tous les groupes et l'interdiction dans la fédération de toutes les doctrines politiques et religieuses. Satunino Martínez se trouve en désaccord avec les décisions du congrès, favorable aux idées réformistes. Il s'agit là d'un point de conflit entre lui et Roig San Martín et entraîne une division des groupes.
Après le congrès, les travailleurs du tabac amorcent une série de grèves dans trois usines. Plus tard, en été 1888, les grèves dans le tabac mènent à un lock-out des propriétaires d'usine dans plus de 100 usines. Le Cercle des travailleurs organise une ronde pour soutenir les travailleurs « enfermés dehors » et envoie des représentants à Key West pour solliciter des fonds auprès des travailleurs de tabac américains. Avant octobre, le lock-out est levé par les propriétaires d'usine consentant à rencontrer les travailleurs. Le résultat de cette situation est si favorable à l'Alianza Obrera que l’organisation voit son nombre d'adhérents passer de 3 000 à 5 000 en six mois, ce qui en fait l'organisation la plus puissante de Cuba. L'année suivante, Roig San Martín meurt à 46 ans, seulement quelques jours après sa sortie de prison ; ses obsèques réunissent plus de 10 000 personnes. Juste quelques mois plus tard, en réponse à un lock-out dans l'industrie du tabac, le gouverneur colonial Manuel de Salamanca Negrete interdit l' Allianza Obrera et le Cercle des Travailleurs, les quatre écoles  du cercle sont maintenues et il rouvre l'année suivante grâce à la nouvelle administration.

### Réponse du gouvernement et guerre d'indépendance
La première manifestation du Premier mai à Cuba se tient en 1890 et consiste en une marche suivie d'un meeting avec 18 orateurs anarchistes. Dans les jours suivants, les grèves des travailleurs dans l'industrie conduisent à une nouvelle interdiction du Cercle des Travailleurs par le gouvernement colonial, qui annule sa décision à la suite d'un manifeste publié par 2 300 travailleurs. Plus tard cette année, 11 anarchistes sont arrêtés pour le meurtre de Menéndez Areces, directeur du syndicat modéré Uníon Obrera (en espagnol : Union Ouvrière)). Bien que tous les 11 soient innocentés, le capitaine général Camilo García de Polavieja utilise la situation comme prétexte pour arrêter la production d'El Productor et entreprend des mesures de répression des anarchistes en général. En 1892, un second congrès se tient et confirme ses principes anarcho-syndicalistes mais innove en exprimant une solidarité avec les femmes dans la classe ouvrière (une idée novatrice pour une classe ouvrière principalement masculine qui s'est sentie en rivalité avec les femmes dans le milieu de travail) par cette déclaration, « C'est une nécessité urgente de ne pas oublier les femmes, qui commencent à remplir les ateliers de plusieurs industries. Elles sont conduites par besoin et par l'avidité bourgeoise de rivaliser avec nous dans la recherche d'emploi. Nous ne pouvons pas nous y opposer ; aidons-les. » Cependant, la réponse du gouvernement ne se fait pas attendre, au moyen de déportation vers l'Espagne des ouvriers organisés, leur emprisonnement, la suspension du droit de se réunir et la fermeture du siège des organisations.
Pendant la Guerre d'indépendance cubaine, les anarchistes ainsi que d'autres ouvriers distribuent de nombreux tracts aux soldats espagnols, leur demandant de ne pas s'opposer aux séparatistes et de rejoindre la cause anarchiste. Quelques années auparavant, des anarchistes embrassaient les idées soutenues par les anarchistes espagnols de former, en plus des syndicats, des groupes anarchistes pour instruire le peuple et commettre des actes contre l’État, pratiquant ainsi la « propagande par le fait », ce qui continue pendant la guerre d'indépendance. Les anarchistes placent des bombes qui font sauter des ponts et des gazoducs et contribuent à la tentative séparatiste d'assassiner le capitaine général Valeriano Weyler en 1896. Ceci entraîne le gouvernement plus loin dans la répression des anarchistes, l'interdiction de la  Sociedad General de Trabajadores (en espagnol : Société générale des travailleurs)), les déportations massives des activistes et même l'interdiction de la lecture sur le lieu de travail.

## Début duXXesiècle

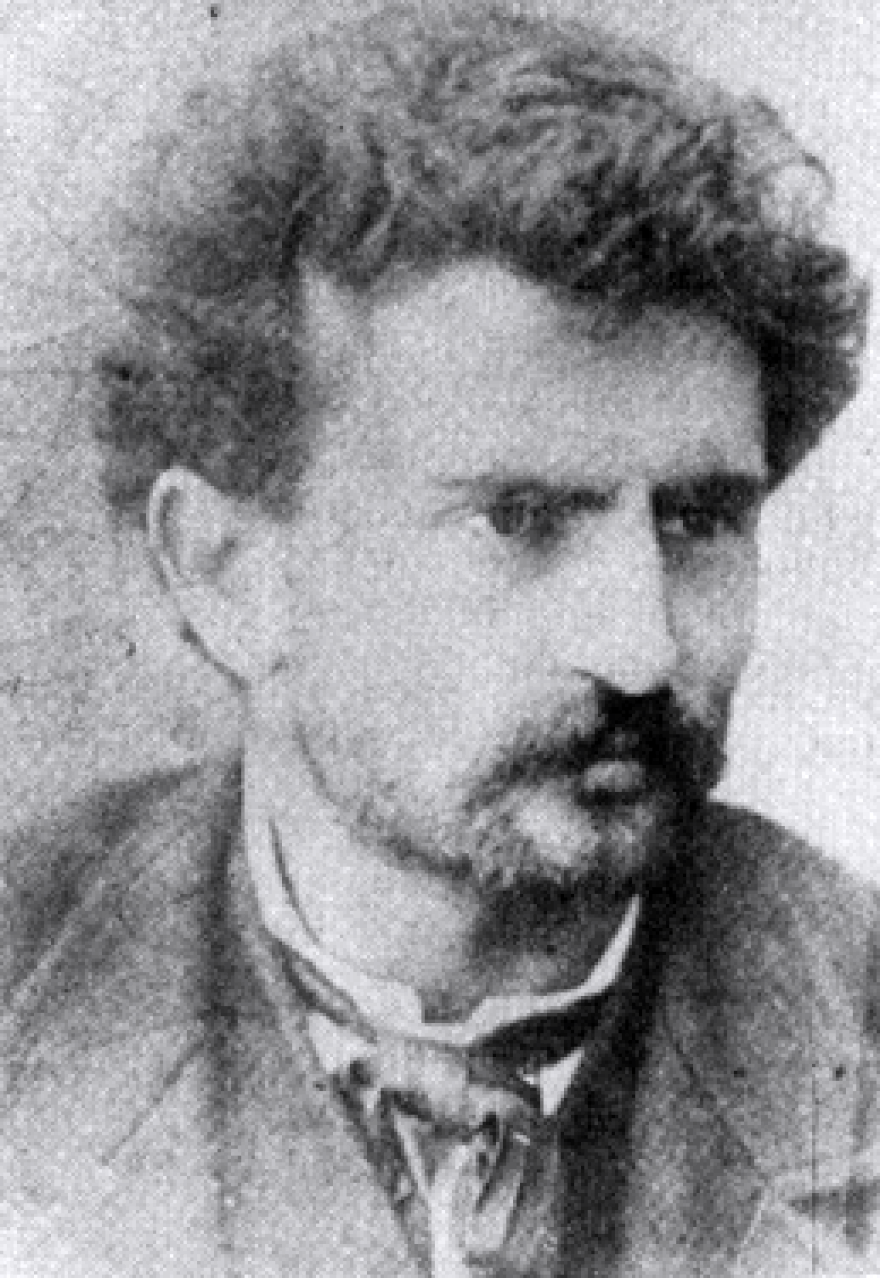
Errico Malatesta se rend à Cuba au début du XXe siècle.

Après la guerre hispano-américaine, qui donne à Cuba son indépendance, beaucoup d'anarchistes ne sont pas satisfaits des conditions de vie. Le nouveau gouvernement poursuit la répression, avec l'interdiction des mouvements ouvriers, les anarchistes s'opposent aussi à l'occupation américaine et critiquent le système scolaire. Avant 1899, des travailleurs anarchistes s'organisent, sous Alianza de Trabajadores (en espagnol : Alliance de Travailleurs). Avant septembre de cette année, cinq des organisateurs de groupes sont arrêtés après la grève d'une maçonnerie qui s'étend à tout le secteur de la construction. Pendant ce temps, l'organisateur anarchiste Errico Malatesta visite Cuba, organise des meetings et s'entretient avec plusieurs périodiques, mais est vite interdit de parler publiquement par le gouverneur civil Emilio Núñez. Autour de 1902-1903, les anarchistes et d'autres organisations de travailleurs commencent à essayer de syndiquer les travailleurs de l'industrie du sucre, qui est alors la plus grande industrie de Cuba. Mais les propriétaires répondent rapidement et deux travailleurs sont assassinés, les coupables ne seront jamais retrouvés.

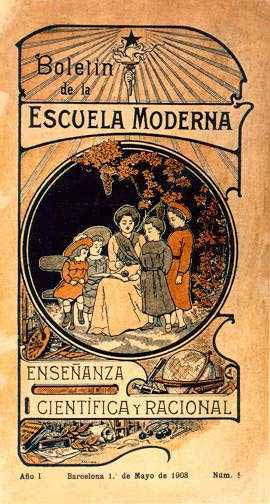
Le bulletin de la Escuela Moderna, modèle des écoles anarchistes cubaines.

Aussi, les activistes anarchistes concentrent leurs forces sur la préparation de la société par l'enseignement. Les anarchistes dirigent des écoles pour aller à l'encontre des écoles catholiques et des écoles publiques, considérant les écoles religieuses comme anathème à leurs idées de liberté et les écoles publiques comme outils « du nationalisme patriotique » et décourageant la libre pensée des enfants. Dans ¡ Tierra ! (en espagnol : La terre), un journal anarchiste hebdomadaire (publié de 1899 à 1915, fort de plus de 600 numéros), les auteurs reprochent à l'école publique son allégeance au drapeau cubain et encouragent à enseigner aux enfants que le drapeau est un symbole « d'esprit fermé et de divisions ». Les anarchistes prétendent que les étudiants deviennent de « la chair à canon » pour un conflit entre les libéraux et les leaders du parti conservateur en 1906, qui pousse les États-Unis à intervenir et occuper Cuba jusqu'en 1909. Bien que les anarchistes dirigent des écoles depuis celles du Círculo de Trabajadores, ce n'est qu'en 1906 que ces écoles commencent à prendre une saveur moins traditionnelle. En 1908, les anarchistes publient un manifeste dans ¡ Tierra ! et La Voz del Dependiente (en espagnol : La voixdes employés), appelant à la création d'écoles sous le modèle de la Escuela moderna de Francisco Ferrer.

### Répression et activités syndicales

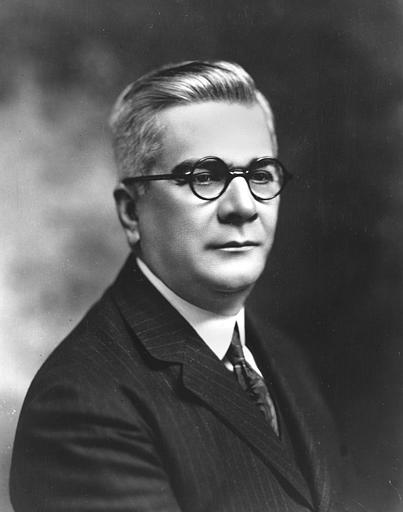
L'arrivée au pouvoir de Gerardo Machado en 1925 est synonyme d'une sanglante répression envers le mouvement anarchiste.

En 1911, après une grève perdue par les travailleurs de tabac, les boulangers et les cochers, soutenus par ¡ Tierra !, le nouveau secrétaire gouvernemental, Gerardo Machado décide de la déportation en Espagne de nombreux anarchistes espagnols et de l'emprisonnement d'anarchistes cubains. Les politiques répressives continuent pendant plus de vingt ans. Après l'arrivée de Mario García Menocal, plusieurs grèves générales sont réprimées dans
la violence. Plusieurs organisateurs anarchistes sont tués par l'État, dont Robustiano Fernández et Luis Díaz Blanco. Cependant, les anarchistes répondent à cette violence. Un groupe de 77 que le gouvernement considère comme « une bande d'anarcho-syndicaliste » est déporté en Espagne. Aussi, des publications anarchistes sont proscrites, ¡ Tierra ! est interdit en 1915 et l'anarchiste Centro Obrero (en espagnol : Centre ouvrier) est forcé de fermer. Après le congrès anarchiste de 1920 à La Havane, plusieurs attentats à la bombe ont lieu, dont celui du Teatro Nacional alors qu'Enrico Caruso y officiait, gagnant 15 à 20 fois le salaire annuel d'un travailleur moyen cubain pour une seule performance. L'année suivante, Menocal perd le gouvernement au profit d'Alfredo Zayas y Alfonso, menant à une prolifération d'activité anarchiste. Le groupe ¡ Tierra ! commence à publier des livres et des brochures et au moins six autres périodiques anarchistes réguliers.
À ce moment, les anarcho-syndicalistes sont toujours à la tête des mouvements ouvriers de Cuba. Cependant, malgré leur importance dans le secteur maritime, les chemins de fer, les restaurants et les industries du tabac, ce n'est qu'en 1925 qu'une fédération anarchiste majeure est organisée par les travailleurs, semblable à la CNT espagnole. Les membres non-anarchistes de la Confederación Nacional Obrera Cubana (en espagnol : (Confédération Nationale Ouvrière Cubaine)) forment finalement le Parti communiste de Cuba en août 1925. À ce moment-là, beaucoup d'anarchistes (dont Alfredo López Rojas et Carlos Baliño) sont enthousiasmés par la Révolution russe et rejoignent le parti communiste. Beaucoup de grèves s'enchaînent en 1925 et le gouvernement, de nouveau sous la direction de Machado, réprime rapidement le mouvement ouvrier. Plusieurs responsables syndicaux sont tués et plusieurs centaines d'anarchistes espagnols déportés en un mois. Machado déclare « Vous avez raison, je ne sais pas ce qu'est l'anarchisme, ce qu'est le socialisme, ce qu'est le communisme. Pour moi, ce sont tous les mêmes. Des mauvais patriotes. » Alfredo López, alors secrétaire général de la CNOC, est arrêté d'abord en octobre 1925. Il lui est vivement recommandé par le gouvernement d'arrêter son combat et d'accepter la situation, puis arrêté une seconde fois en juillet 1926. Il est porté disparu et son corps est retrouvé en 1933, après la chute du gouvernement Machado.

### Réorganisation après la mort de López et le départ des Espagnols

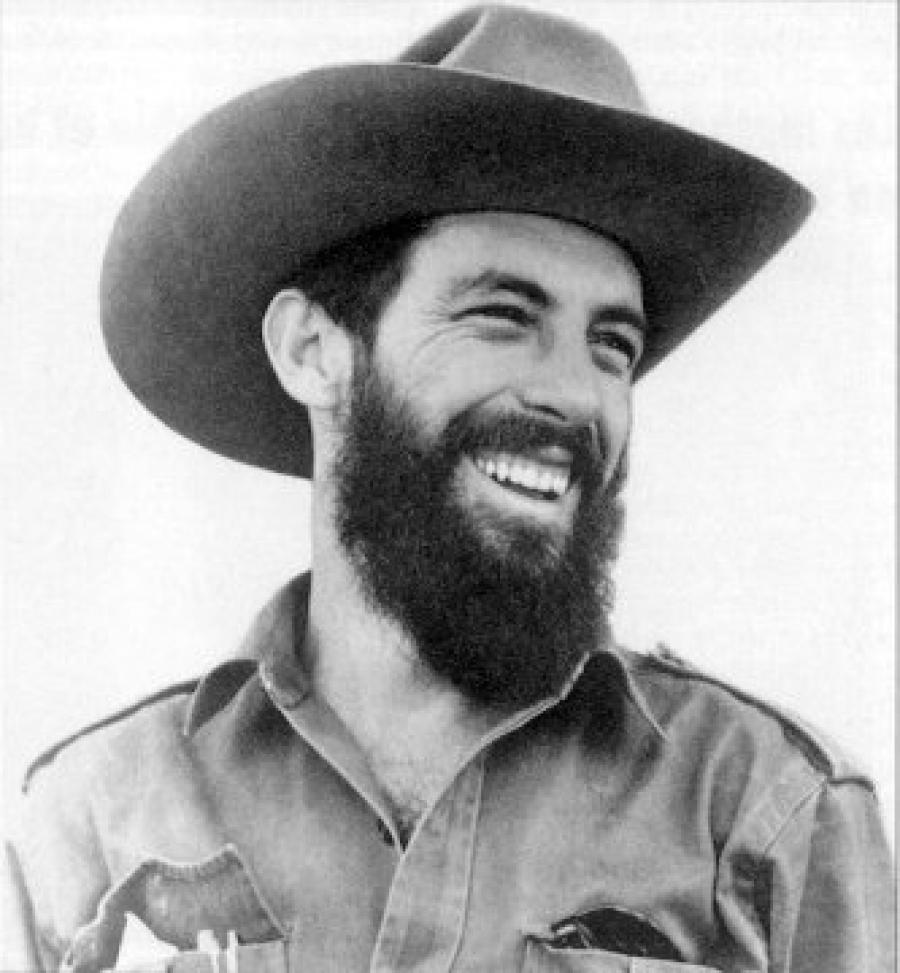
Comme de nombreux anarchistes, Camilo Cienfuegos rejoint le Mouvement castriste du 26-Juillet.

López parti, le contrôle de la CNOC est disputé entre anarchistes et communistes. Début 1930, la CNOC est emmenée par les communistes et des anarchistes sont livrés à la police, toujours sous le contrôle de Machado. Beaucoup d'anarchistes espagnols décident de retourner en Espagne. Après le passage d'une loi obligeant un employeur à avoir au moins la moitié de ses salariés de nationalité cubaine, un grand nombre d'anarchistes espagnols sont contraints, par nécessité économique, de retourner en Espagne, ce qui diminue l'influence du mouvement anarchiste à Cuba. Cependant, la Juventud Libertaria (en espagnol : Jeunesse Libertaire) est fondé par une jeune génération d'anarchistes et avant 1936, après le début de la Guerre civile espagnole, des anarchistes cubains fondent Solidaridad Internacional Antifascista (SIA), pour aider en argent et en armes la CNT et la FAI. Beaucoup d'anarchistes cubains sont allés en Espagne rejoindre le combat, aux côtés de nombreux anarchistes espagnols bannis de Cuba.
Avec les droits garantis par la Constitution de 1940, les anarchistes peuvent de nouveau s'organiser sans risquer la mort ou la déportation. La SIA et la Federacíon de Grupos Anarquistas de Cuba (en espagnol : Fédération des Groupes Anarchistes de Cuba) sont dissous, leurs milliers de membres forment l'Asociacíon Libertaria de Cuba (en espagnol : l'Association Libertaire cubaine). L'ALC tient son premier congrès en 1944, élisant un secrétaire général et un secrétaire organisationnel. Suivi en 1948 par un deuxième congrès. L'anarchiste allemand Augustin Souchy tient le discours d'ouverture. Aussi, un organe de propagande officiel pour l'ALC est créé, Solidaridad Gastronómica, qui est publié mensuellement jusqu'à son interdiction par le gouvernement Castro en décembre 1960. Un troisième congrès a lieu en 1950, avec une vision du mouvement ouvrier apolitique et sans interférence des politiciens et des bureaucrates. En 1952, Fulgencio Batista revient au pouvoir grâce à un coup d’État. Beaucoup d'anarchistes rejoignent des guérillas contre le gouvernement Batista, y compris le Mouvement du 26-Juillet de Fidel Castro, qui conduit à la chute de Batista au tout début de l'année 1959. Un personnage-clé du Mouvement castriste du 26-Juillet, Camilo Cienfuegos, un anarchiste d'une famille espagnole qui s'est enfuie de la guerre civile, est choisie pour se battre par Che Guevara « à cause de l'audace de ses coups, sa ténacité, son intelligence et la dévotion inégalée. Camilo a la fidélité comme religion. ».

## Période post-révolutionnaire

### Débuts du gouvernement castriste

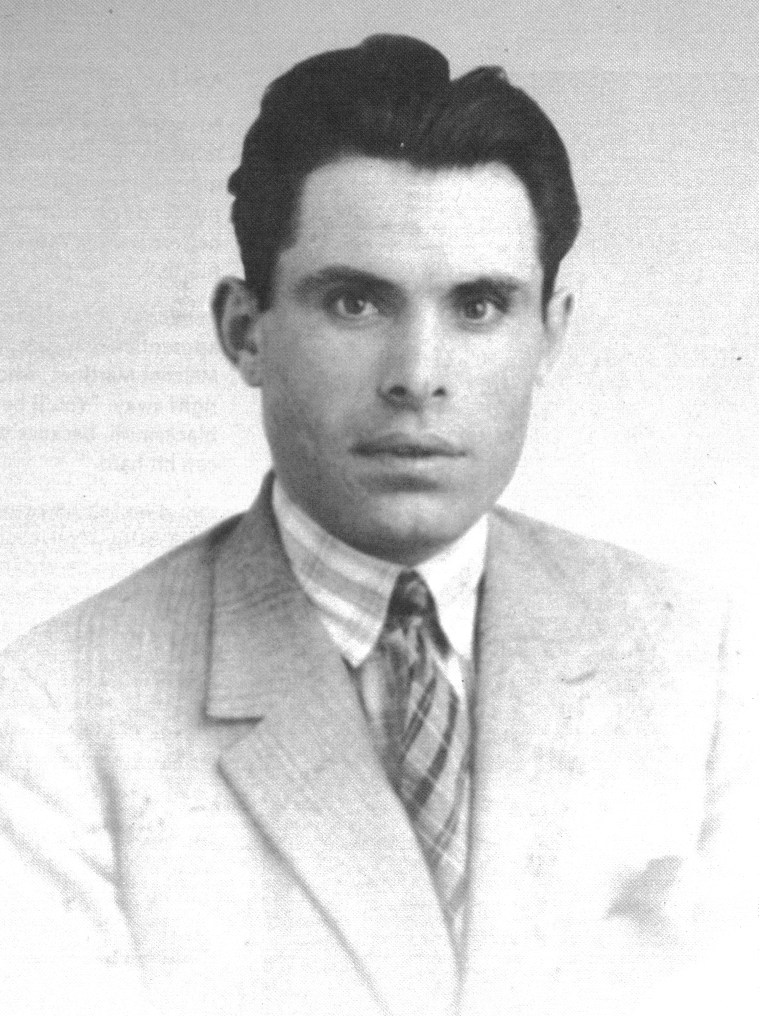
C'est par un hommage à Buenaventura Durruti que Solidaridad Gastronómica publie sa dernière édition, interdit par le gouvernement castriste.

Dans les premiers jours après la prise du pouvoir, Castro expulse des anarcho-syndicalistes connus du Central de Trabajadores de Cuba (en espagnol : Confédération des Travailleurs de Cuba). À cause de ça et d'un soupçon général envers les gouvernements, le conseil national de l'ALC publie un manifeste dénonçant le gouvernement Castro et ses actions. Le périodique Solidaridad Gastronómica annonce aussi son mécontentement envers le gouvernement, estimant qu'il est impossible pour un gouvernement d'être « révolutionnaire ». En janvier 1960, l'ALC convoque une assemblée, appelant à soutenir la révolution cubaine, déclarant son opposition au totalitarisme et aux dictatures. Vers la fin de l'année, le journal du groupe (Solidaridad Gastronómica) est interdit par le gouvernement. La dernière édition du journal commémore la mort de l'anarchiste espagnol Buenaventura Durruti et contient un éditorial déclarant que « la dictature du prolétariat » est impossible, qu'aucune dictature ne pourrait libérer le prolétariat, seulement le dominer.
À l'été 1960, l'anarchiste allemand Augustin Souchy est invité par le gouvernement Castro pour examiner le secteur agraire. Il n'est pas impressionné par ce qu'il découvre et déclare dans sa brochure Testimonios sobre la Revolución Cubana (en espagnol : Témoignages sur la révolution cubaine) que le système est trop proche du modèle soviétique. Trois jours après le départ de Souchy de Cuba, la brochure est saisie par le gouvernement et détruite. Cependant, un éditeur anarchiste argentin réédite la brochure en décembre. Dans le même temps, l'ALC, alarmée par une dérive autoritaire marxiste-léniniste du gouvernement Castro, publie une déclaration, sous le nom de Grupo de Sindicalistas Libertarios (en espagnol : Groupes des Syndicalistes Libertaires) pour empêcher la répression contre les membres de l'ALC. Le document déclare son opposition au centralisme, aux tendances autoritaires et au militarisme du nouveau gouvernement. Après une condamnation du document par le secrétaire général de Parti communiste de Cuba (PCC), les anarchistes échouent dans leur recherche d'un éditeur qui publierait une réaction à cette condamnation. El Libertario (en espagnol : Le Libertaire) publie sa dernière édition en été.
Après ces actions, beaucoup d'anarchistes entrent dans la clandestinité, recourant à l'action directe comme seuls moyens de lutte. Selon l'anarchiste cubain Casto Moscú, « une infinité de manifestes a été écrit dénonçant les faux postulats de la révolution castriste et appelant la population à s'y opposer… des actions de sabotages sont en préparation. » Manuel Gaona Sousa, un des fondateurs de l'ALC et un ancien anarchiste, publie un manifeste en soutien au gouvernement, déclarant que ses opposants sont « des traîtres ». Moscú et un autre anarchiste, Manuel González, sont arrêtés à La Havane. À leur libération, ils se rendent tous les deux à l'ambassade mexicaine, où ils sont acceptés. Ils fuient vers le Mexique puis à Miami, où ils retrouvent de nombreux camarades cubains.

### Exil
Au milieu des années 1960, de nombreux anarchistes cubains migrent aux États-Unis. À New York, le Movimiento Libertario Cubano (en espagnol : Mouvement Libertaire Cubain) qui devient la MLCE (Mouvement Libertaire des Cubains en Exil) est créé par des exilés, prenant contact avec des anarchistes espagnols bannis après la Guerre civile espagnole, qui vivent aussi à New York. Ils rencontrent Sam Dolgoff et la Libertarian League. Très rapidement, des dons aux anarchistes cubains bannis sont récoltés du monde entier. Cependant, ces dons s'arrêtent après la publication du manifeste de Gaona, les arguments de ce manifeste ont touché certains anarchistes dans d'autres pays. En réponse à ce manifeste, le MLCE publie le Boletín de Información Libertaria (en espagnol : Bulletin d'information libertaire) avec le soutien de la Libertarian League et le journal de la Federación Libertaria Argentina (FLA). entre autres, la FLA imprime un essai d'Abelardo Iglesias intitulé Revolución y Contrarevolución (en espagnol : Révolution et contrerévolution) qui explique les différences entre la révolution marxiste et anarchiste : « Exproprier des entreprises capitalistes, les remettant aux travailleurs et aux techniciens, ceci est la révolution. Mais les convertir dans des monopoles d'État dans lesquels le seul droit du producteur est d'obéir, ceci est la contre-révolution. »

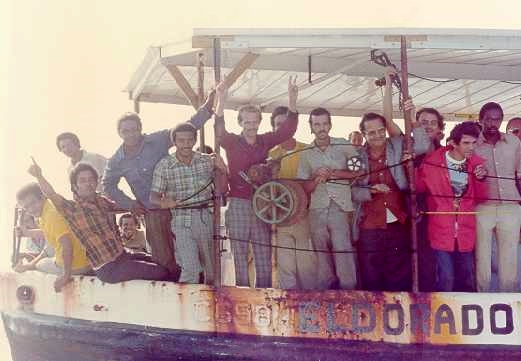
De nombreux anarchistes s’exilèrent vers les États-Unis après la révolution castriste.

Tandis que les Cubains exilés aux États-Unis essaient de se procurer de l'argent pour soutenir des anarchistes emprisonnés à Cuba, le MLCE est dénoncé par des anarchistes aux États-Unis et d'autres pays comme la marionnette de la C.I.A. et de « simples anti-communistes ». Le périodique anarcho-pacifiste Libération imprime des articles pro-Castro, menant à une protestation devant leurs bureaux par le MLCE et la Libertarian League. Mais en 1965, le MLCE envoie Iglesias en Italie pour exposer la situation à Cuba à la Fédération anarchiste italienne (FAIT). La FAIT est convaincue et publie des condamnations du régime dans des périodiques anarchistes italiens comme Umanità Nova et rassemblent d'autres groupes anarchistes comme la Federación Libertaria Argentina, la Federación Libertaria Mexicana, l'Anarchist Federation, la Sveriges Arbetares Centralorganisation, la Fédération Anarchiste française et le Movimiento Libertario Español.
Après les dénonciations des organisations anarchistes et des périodiques dans le monde entier, l'avis commence à changer en 1976, quand Sam Dolgoff publie son livre The Cuban Revolution : A Critical Perspective. Aussi, en 1979, le MLCE commence à publier un nouveau magazine intitulé Guángara Libertaria, réimprimant l'article d'Alfredo Gómez The Cuban Anarchists, or the Bad Conscience of Anarchism. En 1980, le MLCE et Guángara Libertaria appellent à l'évacuation massive des Cubains de Cuba après l'occupation de l'ambassade péruvienne à La Havane. Beaucoup d'entre ceux qui quittent Cuba rejoignent Guángara. Avant 1985, le collectif possède des correspondants dans le monde entier, dont le Mexique, Hawaii, l'Espagne et le Venezuela. Le magazine atteint les 5 000 exemplaires en 1987, en faisant le plus grand périodique anarchiste aux États-Unis. Cependant, en 1992, la publication cesse, bien que beaucoup de ses membres continuent à publier des écrits. En 2008, le MLCE est structuré comme un réseau de coordination de différents groupes avec des anarchistes cubains de tendances diverses.